# Djibo Bakary
Djibo Bakary (Soudouré, Níger, 1922-Niamey, Níger, 16 de abril de 1998) fue un político socialista y figura importante en el movimiento de independencia de Níger. Bakary fue el primer nigerino en ejercer poder ejecutivo local desde inicios del colonialismo francés. Bakary mantuvo la posición de Vicepresidente del Consejo de Gobierno desde el 20 de mayo de 1957 al 26 de julio de 1958, día que asumió la posición de Presidente del Consejo de Gobierno de Níger hasta el 10 de octubre del mismo año. Fue sucedido en el cargo por su primo Hamani Diori, quien lideraría los esfuerzos que resultaron en la independencia de Níger en 1960.

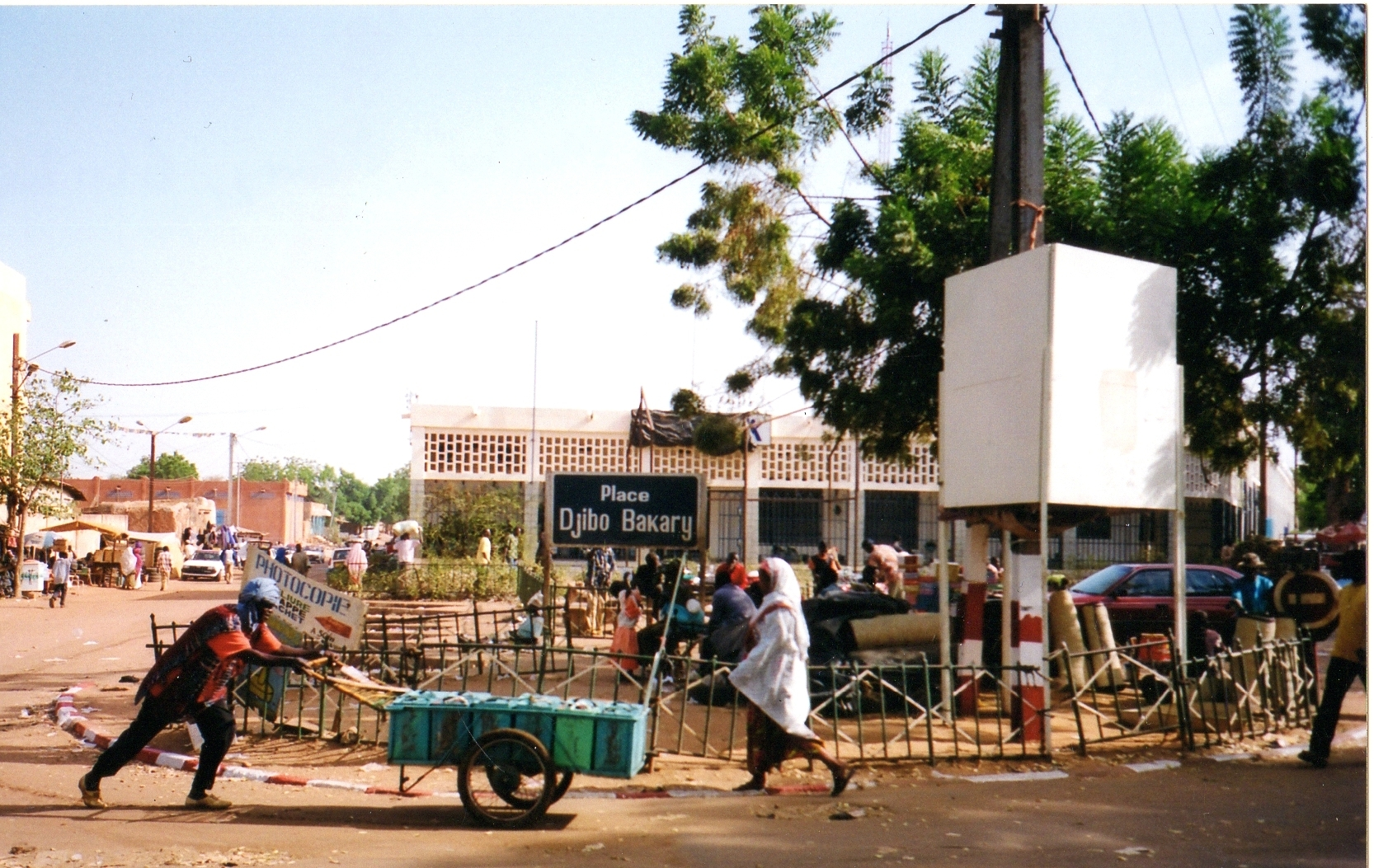
Sitio nombrado en honor a Djibo Bakary en Niamey, ciudad capital de Níger.